# AC Andromedae
Désignations
AC Andromedae (en abrégé AC And) est une étoile variable de la constellation d'Andromède. Sa magnitude apparente varie de 10,7 à 11,9.
AC Andromedae a été signalée pour la première fois comme une étoile variable par Paul Guthnick (en) et Richard Prager (en) en 1927. Ils ont noté qu'elle variait rapidement en luminosité, sans périodicité discernable,.
La nature d'AC Andromedae n'est pas encore déterminée. Sa courbe de lumière montre clairement trois modes de pulsation radiale, le fondamental avec une période de 0,71 jour, et les deux premières harmoniques de 0,525 et 0,421 jour respectivement. On ne sait pas si elle appartient à une étoile variable de type RR Lyrae ou de type Delta Scuti,. Une autre étude pointe AC And comme une étoile intermédiaire entre les céphéides et les variables de type Delta Scuti. Les paramètres physiques de l'étoile elle-même seraient différents selon le type d'étoile à laquelle elle appartient.
Dans une étude parue fin 2018, AC Andromedae a été classée dans le sous-type rare à « mode triple » des céphéides naines, c'est-à-dire parmi les variables de type Delta Scuti à grande amplitude,.